# 小行星8054
小行星8054（8054 Brentano）是一颗绕太阳运转的小行星，为主小行星带小行星。该小行星于1960年9月24日发现。

## 轨道参数
小行星8054的轨道半长轴为2.2375164 UA，离心率为0.126。